# Christopher Krabbe
Christopher Krabbe (født 20. juli 1833 på Holgershåb, Falster, død 22. maj 1913 i Hellerup) var en dansk jurist og politiker. 
Krabbe var af adelig afstamning. Han var søn af Vilhelmine Nyrop og Frederik Anton Monrad Krabbe (født 16. december 1808). Hald Hovedgård var ejet af familien 1851-1919. Krabbe overtog gården fra sine forældre i 1881 og solgte den videre til sin ældste søn Aage i 1892. 
Han blev student fra Sorø Akademi 1852, cand.jur. fra Københavns Universitet i 1859, var redaktør af Fyns Avis og Danmark, senere medarbejder ved Fædrelandet; overretsprøveprokurator i København 1868, overretsprokurator 1870, birkedommer på Fejø 1871, borgmester, by- og herredsfoged i Grenå 1876 og i Skive 1883. Han var herredsfoged i lysgaard-Hids Herreder 1886-1909.
Krabbe var medlem af Folketinget i 1864-1884 (Kalundborgkredsen) og igen i 1895-1910. Han sluttede sig til Det Nationale Venstre. I 1870 var han medstifter af Det Forenede Venstre. 1870-1883 var han formand for Folketinget. I 1905 sluttede han sig til Det Radikale Venstre. I 1909-1910 var han forsvarsminister i Ministeriet Zahle I. 
Krabbe var medlem af bestyrelsen for Dansk Folkemuseum, af administrationen for Julius Skrikes Stiftelse, af Landmandsbankens bankråd (fra 1871) og af Geografisk Selskabs råd; i overbestyrelsen for De Danske Skytteforeninger 1879-85. Han var Ridder af Dannebrog og Dannebrogsmand.
Han blev gift med billedkunstneren Marie Dorothea Boesen (1837-1918). 
De fik fire børn: 
- Aage Krabbe, født 26. juli 1862
- Margrethe, født 11. januar 1864, senere stiftsdame på Vallø,
- Iver, født 29. april 1868
- Gregers, født 5. januar 1874